# Robert Sheehan
Robert Michael Sheehan (en irlandés: Roibeárd Mícheál Ó Siodhacháin; Portlaoise, Condado de Laois; 7 de enero de 1988) es un actor irlandés. Conocido por papeles televisivos como Nathan Young en Misfits, Darren Treacy en Love/Hate o Klaus Hargreeves en The Umbrella Academy, así como papeles cinematográficos como Tom Natsworthy en Mortal Engines y Simon Lewis en Cazadores de Sombras: Ciudad de Hueso. 
Sheehan ha recibido múltiples nominaciones a los Premios de Cine y Televisión Irlandeses y una nominación a los Premios de Televisión de la Academia Británica. En 2020, fue incluido en el puesto 41 en la lista de The Irish Times de los mejores actores de cine de Irlanda.

## Primeros años
Sheehan nació en Portlaoise, Condado de Laois, Irlanda. Él es el más joven de los tres hijos de Maria y Joe Sheehan, que era un garda.
En la escuela, tocaba el banjo, el bodhrán,  las cucharas, habiendo bromeado diciendo que era como «Footloose con cucharas»; también participó en Fleadh Cheoil.

## Carrera
A pesar de haber participado en pequeños filmes, no estaba seguro de que la actuación fuese lo suyo. Decidió estudiar cine y televisión en el Instituto de Tecnología Galway Mayo, pero solo estuvo allí un año antes de retirarse. Gracias al apoyo de sus padres, Sheehan consigue un papel en Song for a Raggy Boy (2003), que sería su primera aparición en una película. También, en 2004, participó en la serie de televisión Foreign Exchange, interpretando el papel de Cormac MacNamara.
Luego, protagonizó Cherrybomb (2009), junto a Rupert Grint y Kimberley Nixon, la trilogía Red Riding junto a Sean Bean, Andrew Garfield y David Morrissey y Season of the Witch con Nicolas Cage.
Tras estos papeles, consigue el rol de Nathan Young en la serie Misfits (2009), de E4. En 2010, la serie gana un BAFTA al "Mejor drama". Sheehan participaría sólo en las dos primeras temporadas. Sin embargo, su actuación lo convierte en uno de los personajes favoritos, y es nominado a Mejor actor de reparto en los premios BAFTA, aunque finalmente fue Martin Freeman quien se llevó el galardón.
Participó luego en la serie Love/Hate (2010) junto a Tom Vaughan-Lawlor y Aidan Gillen. La serie tuvo una buena acogida por el público irlandés, e incluso en algunas ocasiones llegó a alcanzar un millón de espectadores. Gracias a su participación, ganó un IFTA al Mejor actor de reparto.
Desde el éxito que le brindó Misfits y Love/Hate, ha aparecido en varias otras películas, series y obras de teatro. Participó en The Playboy of the Western World (2011) junto a Ruth Negga en el teatro Old Vic, una adaptación realizada por John Crowley. Junto a Ben Barnes protagonizó Killing Bono (2011), basada en el libro autobiográfico de Neil McCormick Killing Bono: I Was Bono’s Doppelganger y tuvo un papel protagonista en Demons Never Die (2011). Además, hizo la voz de la tortuga Ray en Las aventuras de Sammy: Un viaje extraordinario y apareció en la película The Borrowers de BBC.
En 2012, actuó en Accused, interpretando a un turbado Stephen Cartwright, y en Me and Mrs Jones como Billy Delaney. 
En 2013, fue Simon Lewis en Cazadores de Sombras: Ciudad de Hueso, la adaptación del primer libro de la saga Cazadores de Sombras de Cassandra Clare, y apareció en el vídeo musical "Push It" de la banda Duologue. También se le premió como miembro honorario de la sociedad L&H de la University College Dublin (UCD).
En 2014 se estrenó Anita B, en la que actuó junto a Eline Powell y Nico Mirallegro, interpretando a Eli. La película está basada en el libro Quanta Stella C'e' Nel Cielo, de Edith Bruck.
Sheehan también produjo su primera película, llamada Jet Trash, cual está basada en el libro Go de Simon Lewis. Además, mantuvo una relación con su compañera de dicha producción, Sofia Boutella.
El 11 de mayo de 2016 se anunció que se había unido al elenco de la película The Mortal Engines.
Desde 2019 participa en la serie original de Netflix The Umbrella Academy en el papel de Klaus Hargreeves.

## Filmografía

### Cine
| Año  | Título                                | Papel          | Notas                    |
| ---- | ------------------------------------- | -------------- | ------------------------ |
| 2003 | An Cuainín                            | Hijo de Duncan | Cortometraje             |
| 2003 | Song for a Raggy Boy                  | O'Reilly 58    |                          |
| 2003 | A Dublin Story                        | Clocker        | Cortometraje             |
| 2006 | Ghostwood                             | Tim            |                          |
| 2007 | An Créatúr                            | Conor Buckley  | Cortometraje             |
| 2008 | Summer of the Flying Saucer           | Danny          |                          |
| 2008 | Lowland Fell                          | Mark           | Cortometraje             |
| 2009 | Cherrybomb                            | Luke           |                          |
| 2010 | A Turtle's Tale: Sammy's Adventures   | Ray            | Sólo voz                 |
| 2011 | Temporada de brujas                   | Kay            |                          |
| 2011 | Demons Never Die                      | Archie         |                          |
| 2011 | Killing Bono                          | Ivan McCormick |                          |
| 2011 | The Borrowers                         | Spiller        | Película para televisión |
| 2013 | Cazadores de sombras: Ciudad de hueso | Simon Lewis    |                          |
| 2014 | Anita B                               | Eli            |                          |
| 2014 | The Road Within                       | Vincent        |                          |
| 2015 | Moonwalkers                           | Leon           |                          |
| 2015 | The Messenger                         | Jack           |                          |
| 2017 | Three Summers                         | Roland         |                          |
| 2017 | Geostorm                              | Duncan         |                          |
| 2017 | The Song of Sway Lake                 | Nikolai        |                          |
| 2018 | Mortal Engines                        | Tom Natsworthy |                          |
| 2018 | Bad Samaritan                         | Sean Falco     |                          |
| 2018 | Mudo                                  | Luba           |                          |

### Televisión
| Año       | Título                       | Papel            | Notas                                        |
| --------- | ---------------------------- | ---------------- | -------------------------------------------- |
| 2004      | Foreign Exchange             | Cormac MacNamara | 1 temporada                                  |
| 2005      | Young Blades                 | Louis XIV        | 1 temporada                                  |
| 2006      | The Clinic                   | Shane Hunter     | Episodio #4.3                                |
| 2006      | Bel's Boys                   | Max              | Episodio #2.10                               |
| 2008      | Los Tudor                    | Aprendiz         | Episodio: "Everything Is Beautiful"          |
| 2008      | Rock Rivals                  | Addison Teller   | 1 temporada                                  |
| 2008      | Bitter Sweet                 | Liam             | Miniserie                                    |
| 2009      | Red Riding: 1974, 1980, 1983 | BJ               | Miniserie                                    |
| 2009-2010 | Misfits                      | Nathan Young     | 2 temporadas                                 |
| 2010      | Coming Up                    | Jason            | Episodio: "Dip"                              |
| 2010-2013 | Love/Hate                    | Darren           | 3 temporadas                                 |
| 2012      | Accused                      | Stephen          | Episodios: "Stephen's Story", "Tina's Story" |
| 2012      | Me and Mrs. Jones            | Billy            | 1 temporada                                  |
| 2017      | Fortitude                    | Vladek Klimov    | 2.ª temporada                                |
| 2018      | Genius                       | Carlos Casagemas | 2.ª temporada                                |
| 2019      | The Umbrella Academy         | Klaus Hargreeves | Personaje principal                          |
| 2022      | El último Autobús            | Dalton Monkhouse | 1 temporada                                  |